# انسولین دگلودک/لیراگلوتاید
انسولین دگلودک/لیراگلوتاید، که با نام تجاری Xultophy عرضه می‌شود، یک داروی ترکیبی برای بزرگسالان مبتلا به دیابت نوع ۲ به منظور بهبود کنترل قند خون در ترکیب با رژیم غذایی و ورزش است. این دارو حاوی انسولین دگلودک و لیراگلوتید است و به صورت تزریق زیرجلدی تجویز می‌شود. 
شایعترین عوارض جانبی شامل هیپوگلیسمی (افت قند خون) است. عوارض جانبی بر روی دستگاه گوارش شامل حالت تهوع، اسهال، استفراغ، یبوست، سو هاضمه، ورم معده (التهاب معده)، درد شکم (درد معده)، نفخ معده، ریفلاکس معده (بازگشت اسید معده به سمت دهان) و اتساع (تورم) شکم است.
انسولین دگلودک یک انسولین جایگزین است که مانند انسولین تولید شده طبیعی عمل می‌کند و به گلوکز کمک می‌کند تا از طریق خون وارد سلول شود. با کنترل سطح گلوکز خون، علائم و عوارض دیابت کاهش می‌یابد. انسولین دگلودک با انسولین انسانی کمی متفاوت است زیرا بعد از تزریق به بدن، با سرعت کمتر و به صورت منظم جذب بدن می‌شود و برای مدت طولانی اثرگذار است.
لیراگلوتید در گروه داروهای دیابت است که به عنوان آگونیست‌های گیرنده GLP-1 شناخته می‌شوند. این دارو با افزایش مقدار انسولینی که لوزالمعده در پاسخ به غذا آزاد می‌کند، همانند اینکرتین‌ها (هورمون‌های تولید شده در روده) عمل می‌کند.این ماده به کنترل سطح گلوکز خون کمک می‌کند.

## تاریخچه
انسولین دگلودک/لیراگلوتاید برای مصارف پزشکی در اتحادیه اروپا در سپتامبر ۲۰۱۴، و در ایالات متحده در نوامبر ۲۰۱۶ تأیید شد.